# Sammy Bossut
Sammy Andre Bossut, född 11 augusti 1985 i Tielt, är en belgisk fotbollsspelare som spelar för Harelbeke.